# Lucernaria walteri
Lucernaria walteri är en nässeldjursart som först beskrevs av Grigore Antipa 1891.  Lucernaria walteri ingår i släktet Lucernaria och familjen Lucernariidae.
Artens utbredningsområde är Norra Ishavet. Inga underarter finns listade i Catalogue of Life.